# Трійкове дерево пошуку
В інформатиці трійкове дерево пошуку — це тип префіксного дерева, де вузли розташовані таким чином, як в двійковому дереві пошуку, але мають щонайбільше троє дітей, замість двох (як у двійковому дереві пошуку). Як і інші префіксні дерева, трійкове дерево пошуку може бути використано як асоціативний масив з можливістю поступового пошуку рядків. Зазвичай трійкові дерева пошуку мають кращу просторову складність у порівнянні зі звичайними префіксними деревами, нехтуючи часовою складністю. Трійкові дерева пошуку переважно застосовують для написання алгоритмів перевірки орфографії та автодоповнення.

## Опис
Кожен вузол трійкового дерева пошуку зберігає один символ, об'єкт (або вказівник на об'єкт, залежно від реалізації), і три вказівники (троє дітей), умовно названих equal kid, lo kid і hi kid, які також можуть називатися відповідно як середня дитина, мала дитина і велика дитина . Вузол може також мати вказівник на батьківський вузол, а також позначку того, чи є вузол кінцем слова. Вказівник lo kid повинен вказувати на вузол, значення символу якого менше ніж поточний вузол . Вказівник hi kid повинен вказувати на вузол, символ якого більше ніж значення у поточному вузлі. Equal kid вказує на наступного символ у слові. На малюнку нижче показано трійкове дерево пошуку, яке зберігає у собі такі рядки: «cute», «cup», «at», «as», «he», «us» та «i»:
```
          c
        / | \
       a  u  h
       |  |  | \
       t  t  e  u
     /  / |   / |
    s  p  e  i  s
```

Як і у випадку з іншими видами префіксних дерев, кожен вузол у трійковому дереві пошуку представляє префікс збережених рядків. Усі рядки в середньому піддереві вузла починаються з цього префікса.

## Застосування
Трійкове дерева пошуку використовуються для вирішення багатьох проблем, де потрібно зберегти велику кількість рядків і потім шукати чи діставати рядок у довільному порядку. Нижче наведено деякі найпоширеніші або найкорисніші з них:
- Якщо вже використовується префіксне дерево, але потрібно забезпечити менше споживання пам'яті[1].
- Для реалізації автодоповнення[2].
- Для перевірки орфографії[3].
- Замість хеш-таблиці[3].